# 2010년 동계 올림픽 중화 타이베이 선수단
2010년 동계 올림픽 중화 타이베이 선수단은 캐나다 밴쿠버에서 개최된 2010년 동계 올림픽에 참가한 올림픽 중화 타이베이 선수단이다.

## 루지
| 선수    | 종목       | 결과    | 결과    | 결과    | 결과    | 결과     | 결과 |
| 선수    | 종목       | 1차시기 | 2차시기 | 3차시기 | 4차시기 | 총계     | 순위 |
| ------- | ---------- | ------- | ------- | ------- | ------- | -------- | ---- |
| 마 치헝 | 남자 1인승 | 50.318  | 50.460  | 51.090  | 50.494  | 3:22.362 | 34   |

## 같이 보기
- 2010년 아시안 게임 중화 타이베이 선수단